# 大菩薩峠 竜神の巻
『大菩薩峠 竜神の巻』（だいぼさつとうげりゅうじんのまき）は、1960年12月27日に公開された時代劇映画。中里介山の同名小説『大菩薩峠』を大映が、三隅研次監督、主演市川雷蔵で映画化したもの。前作『大菩薩峠』がヒットし、製作された第二弾。

## スタッフ
- 監督：三隅研次
- 製作：永田雅一
- 原作：中里介山
- 脚色：衣笠貞之助
- 企画 : 松山英夫、南里金春
- 撮影 : 今井ひろし
- 編集 : 菅沼完二
- 音楽 : 斎藤一郎
- 美術 : 内藤昭

## 配役
- 市川雷蔵 : 机竜之助
- 本郷功次郎 : 宇津木兵馬
- 中村玉緒 : お豊
- 山本富士子 : お松
- 近藤美恵子 : お玉
- 三田登喜子 :お杉
- 藤原礼子 : 御雪太夫
- 片山明彦 : 金蔵
- 中村豊 : 印篭鞘の浪士
- 見明凡太朗 : 裏宿の七兵衛
- 村上不二夫 : 荷田
- 山本弘子 : お鶴
- 清水元 : 金六
- 真塩洋一 : 与八
- 南里金春 : 米友
- 嵐三右衛門 : 修験者
- 寺島雄作 : 東妙和尚
- 尾上栄五郎 : 藤井新八郎
- 寺島貢 : 黒滝の鬼蔵
- 羅門光三郎 : 松本奎堂
- 高倉一郎 : 村本
- 須賀不二男 : 鍛冶倉
- 小堀阿吉雄 : 酒井新兵衛
- 石黒達也 : 植田丹後守

## 併作上映
- 『三兄弟の決闘』: 田中重雄監督作品